# Burg Salegg
Die Burg Salegg, auch Schloss Salegg genannt, ist eine Burgruine oberhalb von Seis am Schlern, einer Fraktion der Marktgemeinde Kastelruth in Südtirol (Italien).

## Lage
Die Ruine liegt am Fuße des Schlern in der Nähe der Santnerspitze. Die Höhenburg liegt auf rund 1219 Meter Höhe im Hauensteiner Wald. Ungefähr ein Kilometer östlich der Salegg liegt die Ruine Hauenstein auf etwa gleicher Höhe. Sie wurde auf schwarzen Porphyrfelsen errichtet und ist heute von Nadelwäldern umgeben.

## Geschichte
Burg Salegg wurde gleich wie die Hauenstein im 12. Jahrhundert erstmals urkundlich erwähnt.
Ihre Erbauer die Herren von Saleck wurden 1178 zusammen mit den Herren von Kastelruth als Brixner Ministerialen erwähnt.
Die Lehensburg wurde im Laufe der Jahrhunderte als Ganerbenburg genutzt. So gelangte 1438 der Teil des Kaspar von Gufidaun an Konrad von Kraig. Im Jahr 1473 war Salegg gänzlich im Besitz der Zwingensteiner, über die sie in der Mitte des 16. Jahrhunderts an die Wolkensteiner kam.
Sie wurde zu Beginn des 17. Jahrhunderts dem Verfall preisgegeben und wurde zum Teil als Baumaterial abgetragen. Laut Kastelruther Chronikbuch hatte das Schloss Salegg eine Kapelle. Mit Beginn des Verfalls wurden deren Altar und Glocke angeblich in die Maria-Hilf-Kirche nach Seis gebracht. Die Maria-Hilf-Kirche wurde am 6. September 1657 vom Brixner Bischof Jesse Perkhofer mit dem Altar Maria Hilf und Seitenaltar der Heiligen Katharina geweiht.
Unterhalb der Burg wurde im 20. Jahrhundert ein Hotel errichtet, das sich nach der hochmittelalterlichen Burg „Hotel Salegg“ nannte. Im Jahr 1911 verstarb der deutsche Philosoph Wilhelm Dilthey dort.
Heute befindet sich die Salegg im Besitz der Diözese Bozen-Brixen.

## Anlage

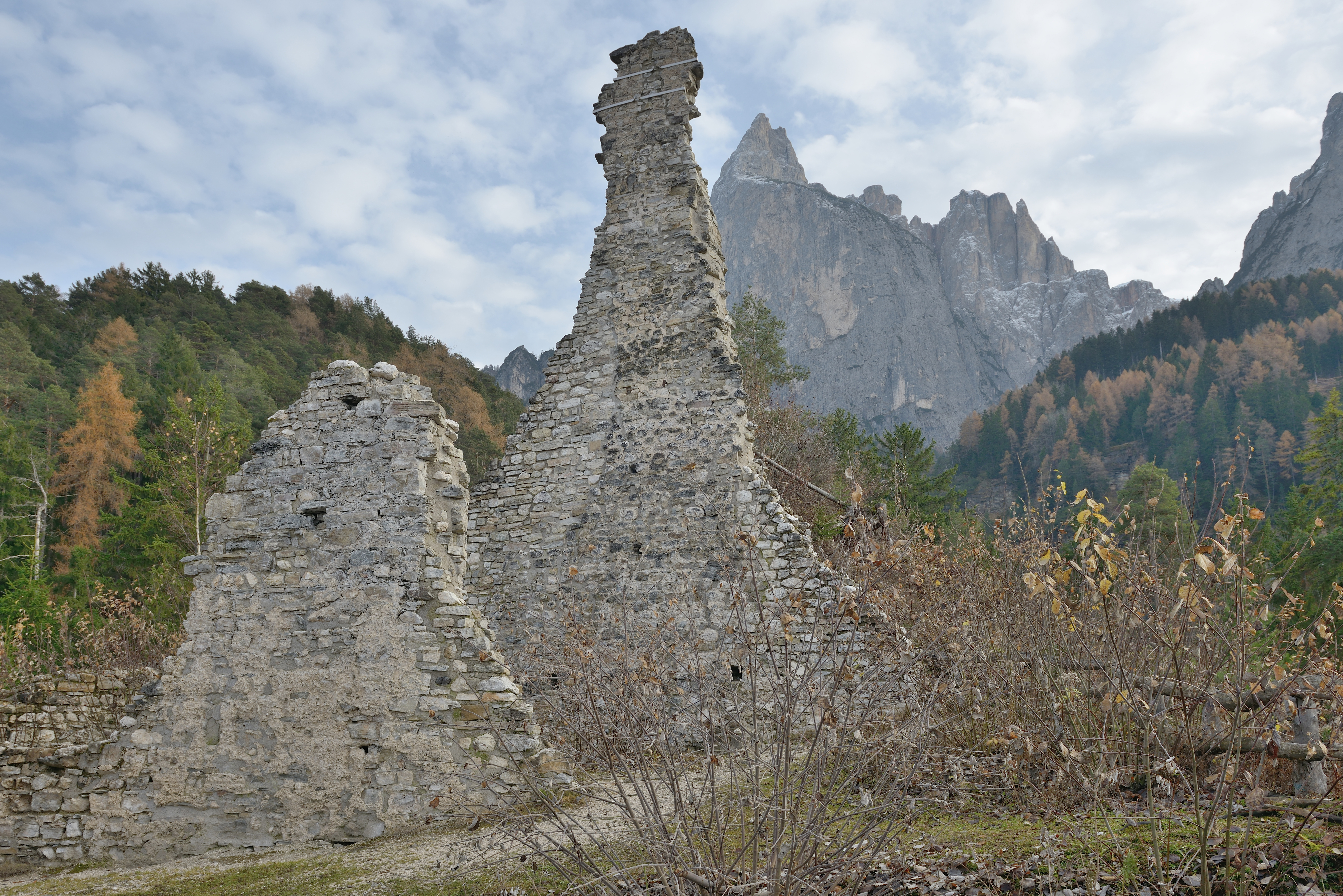
Mauerreste von Salegg, dahinter der Schlern

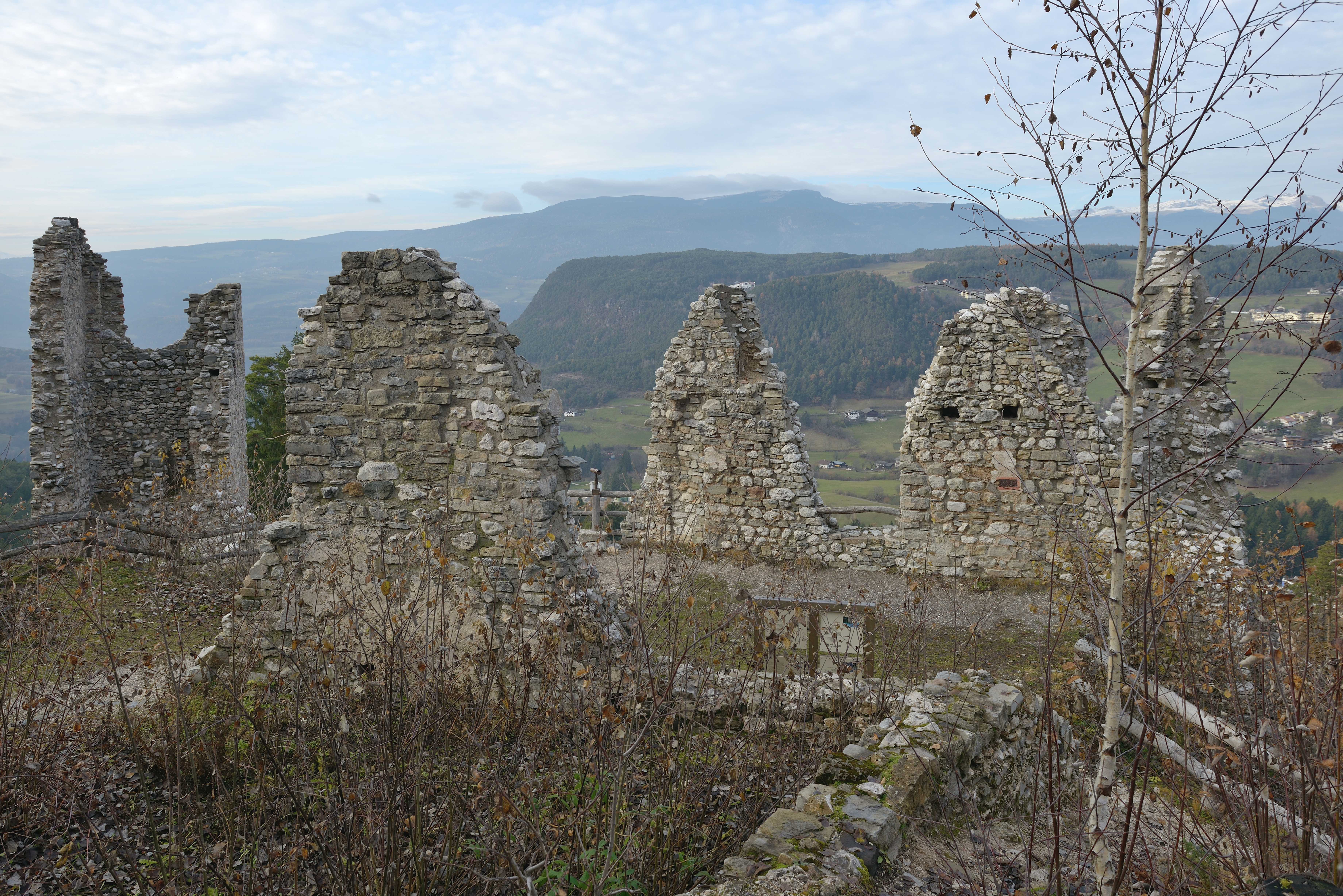
Das Innere der Ruine

Von der einstigen Burg Salegg erhielten sich Ringmauerreste mit rund einem Meter Durchmesser sowie Reste einer Palasmauer, der in weiterer Baugeschichte Ecktürmchen hinzugefügt wurden.
Für die stark verfallene Burganlage wurde vom Glurnser Baumeister Albrecht Ebensberger im September 2000 ein Sanierungskonzept erstellt, woraufhin im Sommer 2001 die dreimonatigen Sanierungsarbeiten begannen und das Mauerwerk gesichert wurde. Im Folgesommer 2002 wurde die Anlage von Unterholz und Bäumen befreit.
Eine Sage erzählt von einem unterirdischen Gang, in dem große Schätze von Gold und Silber eingelagert sind. Er soll von der Salegg zur Hauenstein führen und von einer Jungfrau mit langem, goldenen Haar behütet sein, die auf einer Geldtruhe sitzt. Für die Existenz eines solchen Ganges konnte bisher kein archäologischer Beweis erbracht werden.
Man kann die Burg über den 2006 angelegten „Erlebnisweg Oswald von Wolkenstein“ erreichen. Der spätmittelalterliche Dichterkomponist Oswald von Wolkenstein bewohnte die benachbarte Burg Hauenstein.